# Rolling in the Deep
Rolling in the Deep ist ein Lied der britischen Sängerin Adele. Es wurde am 29. November 2010 als erste Single aus ihrem zweiten Album 21 veröffentlicht. Das Lied wurde von Adele und Paul Epworth geschrieben.

## Komposition und Inhalt
Das Lied wird von Soul-Beats, Klavier-Akkorden (gespielt von Neil Cowley) und Backgroundsängerinnen getragen. Adeles Gesang wurde als „Reminiszenz an Wanda Jacksons Blues-Gesang“ beschrieben. Laut Nadine Cheung vom Aol Radio Blog ist das Lied aus der Perspektive einer verschmähten Geliebten gesungen, der es endlich möglich ist, das Licht zu sehen, aber – trotz bedauernder Empfindungen – ist eine Aussöhnung nicht möglich. („[The song] is sung from the perspective of a scorned lover, who is finally able to see the light, but despite regretful sentiments, reconciliation is not an option here.“). Laut Adeles eigener Aussage stellt dieses Lied eine Abrechnung mit ihrem Ex-Freund dar, der sie für eine andere Frau verlassen hat.

## Liveauftritte
Am 3. Dezember 2010 sang Adele Rolling In the Deep in der The Ellen DeGeneres Show und am 17. Januar 2011 in der Sendung Alan Carr: Chatty Man sowie am 21. Januar 2011 im Finale von The Voice of Holland, als Medley mit Make You Feel My Love. Am 26. Januar 2011 sang Adele den Titel in der französischen Sendung Le Grand Journal (Canal+).
Das Lied gehört zum Soundtrack der Filme I Am Number Four aus dem Jahre 2011 und Skiptrace von 2016.
Im Februar 2012 sang Adele den Song erstmals wieder – nach einer längeren Pause aufgrund ihrer Stimmband-Operation – bei der Grammy-Verleihung. 2016 verbot Adele Donald Trump die Verwendung des Stücks bei dessen Wahlkampagne.

## Musikvideo
Das Musikvideo zu Rolling in the Deep hatte seine Weltpremiere am 3. Dezember 2010 auf Channel 4. Es beginnt in einem leeren Raum, in dessen Mitte Adele auf einem Stuhl sitzt und zu singen beginnt. Die soulige Musik des Titels beschreibt die Atmosphäre des Videos. Während des Videos werden einige Szenen gezeigt, in denen Gläser mit Wasser den Rhythmus schlagen und Teller gegen eine Leinwand geworfen werden. In einem Raum tanzt eine Tänzerin mit einem Stock, der Staub aufwirbelt. Als Nächstes sieht man an der Wand den Schlagzeuger. Am Ende des Videos werden Feuerfontänen über einem plastischen Modell gezündet.
Das Video wurde Ende August 2011 mit vier MTV Video Music Awards ausgezeichnet. Bei den Grammy Awards 2012 erhielt es zudem den Preis in der Kategorie Best Short Form Music Video.

## Mitwirkende
Die folgenden Personen wirkten an der Entstehung des Lieds Rolling in the Deep mit:
| - Songwriting: Adele, Paul Epworth - Gesang: Adele - Musiker: Neil Cowley, Leo Taylor, Paul Epworth | - Toningenieur: Mark Rankin - Assistenz: Dan Parry - Produktion: Paul Epworth |

## Rezensionen
Von Musikkritikern wurde Rolling in the Deep überwiegend positiv rezensiert. Besonders Adeles starker und gefühlvoller souliger Gesang, aber auch der Textinhalt des Liedes wurden hervorgehoben. The Sun beschrieb das Lied als „eine epische Pop-Hymne, mit einer Piano-Melodie und einem starken Gesang, den du von einem Veteranen erwartest, der schon 20 Jahre Musik macht“. Bill Lamb von About.com gab dem Lied 5 von 5 Sternen. Er sagte: „Rolling In the Deep […] verschwendet keine Zeit, um den souligen Blues ihrer Stimme zu präsentieren. Nach fünf Sekunden fängt sie an zu singen und die Emotionen erreichen schlagartig die Zuhörer. Rolling in the Deep wird Personen helfen ihren Liebeskummer zu unterdrücken. Mit den Emotionen, die die Melodie und ihr Gesang auslöst, wirst du die Tage zählen, bis du das komplette Album hören kannst.“ Jason Lipshutz von Billboard lobte den „feinen Refrain“ und fühlte, dass das Lied „die stärkste Seite von Adeles Gesang zeige“. Rolling Stones Barry Walters gab dem Lied eine positive Bewertung: „Rolling in the Deep zeigt die 22-jährige in einem Gospel-Blues Genre.“

## Kommerzieller Erfolg

### Chartplatzierungen
| ChartsChartplatzierungen       | Höchstplatzierung | Wochen |
| ------------------------------ | ----------------- | ------ |
| Deutschland (GfK)              | 1 (83 Wo.)        | 83     |
| Österreich (Ö3)                | 3 (67 Wo.)        | 67     |
| Schweiz (IFPI)                 | 1 (98 Wo.)        | 98     |
| Vereinigte Staaten (Billboard) | 1 (65 Wo.)        | 65     |
| Vereinigtes Königreich (OCC)   | 2 (66 Wo.)        | 66     |

| ChartsJahrescharts (2011)      | Platzierung |
| ------------------------------ | ----------- |
| Deutschland (GfK)              | 4           |
| Österreich (Ö3)                | 16          |
| Schweiz (IFPI)                 | 2           |
| Vereinigte Staaten (Billboard) | 1           |
| Vereinigtes Königreich (OCC)   | 9           |

| ChartsJahrescharts (2012)      | Platzierung |
| ------------------------------ | ----------- |
| Schweiz (IFPI)                 | 34          |
| Vereinigte Staaten (Billboard) | 71          |

| ChartsJahrescharts (2010–2019) | Platzierung |
| ------------------------------ | ----------- |
| Österreich (Ö3)                | 25          |
| Vereinigte Staaten (Billboard) | 10          |
| Vereinigtes Königreich (OCC)   | 73          |

### Auszeichnungen für Musikverkäufe
| Land/Region                  | Auszeichnungen für Musikverkäufe (Land/Region, Auszeichnung, Verkäufe) | Verkäufe   |
| ---------------------------- | ---------------------------------------------------------------------- | ---------- |
| Australien (ARIA)            | 7× Platin                                                              | 490.000    |
| Belgien (BRMA)               | 4× Platin                                                              | 120.000    |
| Brasilien (PMB)              | 3× Diamant                                                             | 750.000    |
| Dänemark (IFPI)              | 3× Platin                                                              | 270.000    |
| Deutschland (BVMI)           | Platin                                                                 | 300.000    |
| Frankreich (SNEP)            | —                                                                      | 347.000    |
| Griechenland (IFPI)          | Gold                                                                   | 10.000     |
| Italien (FIMI)               | 4× Platin                                                              | 120.000    |
| Kanada (MC)                  | Diamant                                                                | 800.000    |
| Mexiko (AMPROFON)            | 9× Gold                                                                | 270.000    |
| Neuseeland (RMNZ)            | 7× Platin                                                              | 210.000    |
| Norwegen (IFPI)              | 2× Platin                                                              | 120.000    |
| Portugal (AFP)               | Platin                                                                 | 10.000     |
| Schweden (IFPI)              | 3× Platin                                                              | 120.000    |
| Schweiz (IFPI)               | 3× Platin                                                              | 90.000     |
| Spanien (Promusicae)         | 3× Platin                                                              | 180.000    |
| Südkorea (KMCA)              | —                                                                      | 3.277.929  |
| Vereinigte Staaten (RIAA)    | 8× Platin (Single) · + Gold (Mastertone)                               | 8.500.000  |
| Vereinigtes Königreich (BPI) | 5× Platin                                                              | 3.000.000  |
| Insgesamt                    | 3× Gold · 55× Platin · 4× Diamant ·                                    | 18.984.929 |

| Land/Region     | Auszeichnungen für Musikverkäufe (Land/Region, Auszeichnung, Verkäufe) | Verkäufe |
| --------------- | ---------------------------------------------------------------------- | -------- |
| Dänemark (IFPI) | 2× Platin                                                              | 200.000  |
| Insgesamt       | 2× Platin ·                                                            | 200.000  |

## Coverversionen
- Linkin Park coverte das Lied das erste Mal auf der Fanveranstaltung Linkin Park Underground Summit vor einem Konzert in Hamburg. Anschließend spielten sie es bei ihrem Konzert auf dem iTunes-Festival. Im Gegensatz zu ihrem sonstigen Stil ist die Instrumentalisierung der Band hierbei ungewöhnlich minimalistisch. Das Lied erreichte Platz 42 der UK-Charts.
- Dick Brave & the Backbeats coverten das Lied 2011 auf der CD Rock ’n’ Roll Therapy als Rockabilly-Version.
- Die britische Band Overtones coverte das Lied 2011 für ihr Album Good Old Fashioned Love Platinum.
- Die japanische Sängerin Gille coverte das Lied für ihr erstes Coveralbum I Am Gille., veröffentlichte es jedoch erstmals auf ihrer digitalen, internationalen EP, Lead the Way, am 16. Mai 2012 in den USA und weiteren Ländern.
- Der US-amerikanische Rapper Childish Gambino (Donald Glover) coverte das Lied 2011 ebenfalls. Die einzige Strophe beschreibt das Verhalten zwischen ihm und seiner Ex-Freundin nach deren Trennung.
- Die US-amerikanische Souldiva Aretha Franklin nahm das Lied 2014 für ihr Album Aretha Franklin Sings the Great Diva Classics auf.
- Die US-amerikanische Classic-Rock-Band Greta Van Fleet veröffentlicht am 24. Januar 2018 eine Coverversion des Songs auf der rein digital bei Spotify erschienenen Single Spotify Singles.[31]